# Casa Barco (Chillán)
Casa Barco es el nombre que recibe una vivienda, en la ciudad de Chillán, Chile. El inmueble es considerado Inmueble de conservación histórica debido a ser parte de un conjunto de edificios de arquitectura moderna, los cuales fueron parte de la reconstrucción de la ciudad, tras el Terremoto de Chillán de 1939.
El nombre de la vivienda se debe al aspecto de los componentes que forman el edificio, cuales hacen referencia a estructuras navales, como sus ventanas redondas y el balcón con forma de proa.

## Arquitectura
El arquitecto de la vivienda es un dato controversial. Se atribuye la idea al arquitecto Raúl Alarcón, quien fuera también el creador de la Casa Cuitiño, tesis que es apoyada por el municipio local. Sin embargo, otras fuentes históricas también lo atribuyen al arquitecto Oreste Depetris, quien también estaría relacionado con la Casa Etchevers.
La edificación fue construida en 1941, a base de hormigón y techumbre del mismo material. La fachada de la vivienda, conserva el aspecto existente en las residencias colindantes. Para 2016, la casa es ocupada por privados para ser utilizada como jardín infantil.